# Bitwa nad rzeką Sułą
Bitwa nad rzeką Sułą 1107 miała miejsce w trakcie walk Rusinów z Połowcami.
W roku 1107 doszło do kolejnej bitwy Rusów z Połowcami. Włodzimierz II Monomach na czele swojego wojska i pospiesznie zebranych posiłków dopadł nad rzeką Sułą, w pobliżu Łubni powracających z łupami Połowców. Niczego nie spodziewający się przeciwnicy czując się bezpiecznie, osłabili swoje siły, częściowo się rozdzielając. Wielu Połowców zajętych było jasyrem, co skrzętnie wykorzystali Rusowie, podchodząc nocą do obozu. W wyniku niespodziewanego ataku obóz został zdobyty a jeńcy uwolnieni. Większość Połowców rzuciła się do ucieczki. Ten niewielki sukces nie zapobiegł kolejnym najazdom Połowców na ziemie ruskie.